# Gorka Verdugo
Gorka Verdugo Markotegui (Etxarri-Aranatz, 4 november 1978) is een Spaans voormalig wielrenner die gedurende zijn gehele loopbaan (2004-2013) uitkwam voor Euskaltel-Euskadi. Hij wist in die periode geen enkele wedstrijd te winnen maar nam veelvuldig deel aan de grote ronden.

## Erelijst
2001
- 2e in 1e etappe Ronde van Navarra

## Resultaten in voornaamste wedstrijden
| Jaar | Ronde van Italië | Ronde van Frankrijk | Ronde van Spanje |
| ---- | ---------------- | ------------------- | ---------------- |
| 2004 |                  |                     |                  |
| 2005 | 68e              |                     |                  |
| 2006 |                  | 74e                 |                  |
| 2007 |                  | 48e                 |                  |
| 2008 |                  | 73e                 |                  |
| 2009 |                  | 61e                 |                  |
| 2010 |                  | 36e                 | 82e              |
| 2011 |                  | 25e                 | 36e              |
| 2012 |                  | opgave              | 11e              |
| 2013 | 64e              |                     | 63e              |

| Jaar | Milaan-San Remo | Amstel Gold Race | Luik-Bast.‑Luik |  | Wereldranglijsten |
| ---- | --------------- | ---------------- | --------------- |  | ----------------- |
| 2004 | 127e            |                  |                 |  |                   |
| 2005 |                 |                  |                 |  |                   |
| 2006 |                 |                  |                 |  |                   |
| 2007 |                 | 44e              | 39e             |  |                   |
| 2008 |                 |                  |                 |  | 122e (UPT)        |
| 2009 |                 |                  | 31e             |  |                   |
| 2010 |                 |                  |                 |  |                   |
| 2011 |                 | 50e              | 60e             |  |                   |
| 2012 | 37e             |                  |                 |  |                   |
| 2013 |                 |                  |                 |  |                   |